# 僕は沖縄を取り戻したい 異色の外交官・千葉一夫
『僕は沖縄を取り戻したい 異色の外交官・千葉一夫』（ぼくはおきなわをとりもどしたい いしょくのがいこうかん ちばかずお）は、NHK報道局チーフディレクターの宮川徹志によるノンフィクション。岩波書店より2017年8月3日に刊行された。アメリカとの沖縄返還交渉において外務省北米第一課長としてその中心的役割を担った千葉一夫の生涯と功績を、関係者への取材と発掘された文献に基づいて綴る。
『返還交渉人 -いつか、沖縄を取り戻す-』（へんかんこうしょうにん いつか おきなわをとりもどす）と題して本書を原案にテレビドラマ化され、NHK BSプレミアムにて2017年8月12日に放送、再編集を経て映画化され2018年6月30日に劇場公開された。

## 執筆背景
2010年に外務省にて「密約」問題の取材にあたっていた著者は沖縄返還に関わる外交文書を目にして、その中に多数あった当時外務省北米第一課長だった千葉一夫の手書きの文書から、一般の官僚とは異なり「一歩はみ出した、独特な感じがした」として特に強い印象を受ける。続いて佐藤栄作元首相の秘書が残した文書中にも千葉の名前が多数登場したことで、「どういう人なのだろう」と興味を持つ。
そこで著者は千葉の妻に会って、外交官だった千葉の父がポツダム宣言の日に母を道連れに死去したこと、広島の原爆を経験したことなどのさまざまなエピソードを聞き出し、「強烈な戦争体験をした人が沖縄の返還交渉にどう臨んだのか」とさらに強い関心を抱いて、本書の執筆へと至った。
映像化作品の劇場公開にあたっては、千葉のことを「日本の外交史の歴史に名を残す人だった」と語り、「あまり知られていない外交官」の千葉について「この機会にご覧いただき」「沖縄へ少し思いを馳せる機会にしていただけたら」と語っている。

## 書誌情報
- 僕は沖縄を取り戻したい 異色の外交官・千葉一夫（2017年8月3日、岩波書店、ISBN 978-4-00-024797-9）

## テレビドラマ
『返還交渉人 -いつか、沖縄を取り戻す-』（へんかんこうしょうにん いつか おきなわをとりもどす）と題し、NHK BSプレミアムで「スペシャルドラマ」として2017年8月12日の21時から22時29分に放送された。主演は井浦新。
NHK BSプレミアムにて2020年5月15日の15時から16時29分に再放送された。

### キャスト（テレビドラマ）
主要人物
- 千葉一夫 - 井浦新
- 千葉恵子 - 戸田菜穂
- 石野文男 - 尾美としのり
- 倉持昌幸 - 中島歩
- 西條公彦 - 佐野史郎
- 植田啓三 - 大杉漣
- 屋良朝苗 - 石橋蓮司

その他
- みのすけ
- チャールズ・グラバー
- 吉田妙子
- 平良進
- 津波信一

### スタッフ（テレビドラマ）
- 原案 - 宮川徹志『僕は沖縄を取り戻したい 異色の外交官・千葉一夫』
- 作 - 西岡琢也
- 音楽 - 大友良英
- 語り - 仲代達矢
- 制作統括 - 西脇順一郎（大型企画開発センター）
- 演出 - 柳川強（ドラマ番組部）
- 制作・著作 - NHK

### 映画
『返還交渉人 いつか、沖縄を取り戻す』（へんかんこうしょうにん いつか おきなわをとりもどす）と題して、NHK BSプレミアムで放送されたテレビドラマに未使用素材を加え100分の映画版として再編集し、2018年6月30日に東京にて劇場公開、沖縄ほか各地で上映された。
ドラマ版の製作中より監督の柳川と主演の井浦との間で「これは、1回放送されただけで、多くの人に気付かれないまま終わってしまってはいけないのではないか」との話となり、映画化から劇場公開へと至った。

#### スタッフ（映画）
- 脚本：西岡琢也
- 音楽：大友良英
- 語り：仲代達矢
- 原案：宮川徹志『僕は沖縄を取り戻したい 異色の外交官・千葉一夫』（岩波書店刊）
- プロデューサー：西脇順一郎
- 監督：柳川強[11][12]
- 制作・著作：NHK
- 配給：太秦